# Davide Arneodo
Davide Arneodo, noto anche con lo pseudonimo di Perdurabo (Cuneo, 5 settembre 1982), è un polistrumentista, compositore e produttore discografico italiano, conosciuto principalmente per la sua attività con i Marlene Kuntz e per il suo progetto solista di musica elettronica.
Nel corso della sua carriera ha collaborato con numerosi artisti italiani e internazionali, lavorando nel campo della musica elettronica, rock e sperimentale. Suona principalmente violino, pianoforte e percussioni, sviluppando un approccio distintivo nell’uso dei sintetizzatori analogici. 

## Biografia

### Formazione e primi anni (1982-2006)
Davide Arneodo si avvicina alla musica in giovane età e nel 2003 si diploma in violino presso il Conservatorio Statale di Musica "Giuseppe Verdi" di Torino. Successivamente si perfeziona nello studio della musica elettronica, sviluppando un forte interesse per la sperimentazione sonora.
A partire dallo stesso anno, collabora con diversi artisti italiani, tra cui Riccardo Tesi, Vittorio De Scalzi, New Trolls, L'Aura e Gianni Maroccolo, ampliando le sue competenze in produzione musicale. Nel 2006 fonda il progetto VOV insieme alla cantante Marta Mattalia, esplorando sonorità alternative.

### Ingresso nei Marlene Kuntz e affermazione (2007-2013)
Nel settembre 2007 entra nei Marlene Kuntz come polistrumentista, portando un contributo innovativo all'evoluzione sonora della band grazie all’uso di strumenti come il violino, le tastiere, il Mandobird della Gibson e i sintetizzatori Moog. Grazie a questo, stabilisce un accordo di endorsement con il distributore italiano Midiware, diventando di fatto il primo artista endorser Moog in Italia.
Nel 2008 partecipa con la band al Concerto del Primo Maggio in Piazza San Giovanni a Roma, uno dei principali eventi rock europei, suonando di fronte a quasi un milione di spettatori. Durante l’esibizione, la loro versione di Impressioni di Settembre entusiasma il pubblico, grazie anche al contributo vocale di Claudio Santamaria e al suono distintivo del Moog suonato da Arneodo. L'interpretazione riceve ampi consensi, tra cui quello di Ernesto Assante de La Repubblica, che scrive: "[...] con Impressioni di Settembre hanno vinto la serata. Quando attacca il Moog, un vero Moog, a suonare il “riff-ritornello” del brano il risultato è ottimo, quaranta anni di rock italiano che si fondono".
Tra il 2008 e il 2009 partecipa al tour Uno Live in Love, esibendosi con artisti come Skin, Francesco Renga, Manuel Agnelli, PFM e Cristina Donà. Nel settembre 2009, con i VOV, prende parte alla prima Moogfest europea presso l'Auditorium Parco della Musica di Roma.
Nel 2010 contribuisce alla produzione di Ricoveri Virtuali e Sexy Solitudini, ottavo album dei Marlene Kuntz, prodotto da Howie B (U2, Björk, Tricky), e partecipa al successivo tour di otto mesi. 
Nel 2012 pubblica con la band Canzoni per un figlio, che include una partecipazione al Festival di Sanremo 2012 con il brano omonimo e vede la collaborazione di Davide Rossi e Roy Paci. Nello stesso anno, con i VOV, registra a Londra l’EP Amarsi a Gomorra, prodotto da Dario Dendi e Steve Forrest (Placebo). La traccia Biancaneve viene successivamente rielaborata in un album di remix, con collaborazioni di Ettore Bianconi (Baustelle), Angelo Bruschini (Massive Attack), Giulio Ragno Favero (Il Teatro degli Orrori), Davide Ferrario (Franco Battiato), Xabier Iriondo (Afterhours), Madaski (Africa Unite), e Jörg Wähner (Apparat).
Nel 2013, con i Marlene Kuntz, pubblica l’album Nella tua luce, in cui contribuisce all’arrangiamento orchestrale ed elettronico, oltre a suonare violino, tastiere e percussioni. L’album riscuote un buon successo, debuttando al primo posto su iTunes Italia e al terzo nella classifica FIMI.

### Esperienze teatrali (2010-2015)
Nel 2010 partecipa allo spettacolo teatrale Lo Show Dei Tuoi Sogni con Tiziano Scarpa (Premio Strega 2009) e Luca Bergia (Marlene Kuntz), presentato in anteprima al Festival delle Letterature di Roma, trasmesso in prima serata su Rai 1 e pubblicato da Giulio Einaudi Editore.
Nel 2012 è chiamato dal Teatro Stabile di Torino per scrivere ed eseguire dal vivo le musiche dello spettacolo Fatzer Fragment, diretto da Fabrizio Arcuri, con debutto al Volksbühne di Berlino e repliche alla Cavallerizza Reale di Torino e al Théâtre de la Ville di Parigi. L'anno successivo compone le musiche per Hänsel e Gretel, in scena al Teatro Carignano di Torino per tre mesi e nel 2014 scrive le musiche originali di Gl’Innamorati, produzione del Teatro Stabile di Torino, in cui fonde musica elettronica e barocca.
Nel 2015 cura la colonna sonora di Sweet Home Europa, produzione teatrale del Teatro di Roma su testo di Davide Carnevali e regia di Fabrizio Arcuri, eseguita dal vivo con Luca Bergia e Nico Note e replicato al Théâtre de la Ville di Parigi. 

### Esperienze internazionali e carriera solista (2014-2018)
Tra il 2014 e il 2018, Davide Arneodo si trasferisce a Berlino, dove inizia a sviluppare il suo progetto elettronico sotto lo pseudonimo Perdurabo. In questa fase, Arneodo si dedica alla ricerca di una nuova identità, esplorando sonorità elettroniche sperimentali. Collabora con il batterista tedesco Jörg Wähner (Apparat) e il cantante inglese Roman Rappak (Breton). Questa fase culmina con la registrazione dell'EP Komponent negli studi della Funkhaus Nalepastraße, e da vita a tracce che successivamente saranno pubblicate come singoli, segnando un punto di svolta nella sua carriera solista.

### Ritorno ai Marlene Kuntz e nuovi progetti (2018-oggi)
Dopo quattro anni di assenza, nel marzo 2018 Davide Arneodo rientra nei Marlene Kuntz per un evento speciale ai Magazzini Generali di Milano, con un doppio concerto acustico ed elettrico. Dopo un primo annullamento previsto dalla questura di Milano per la chiusura del locale, i Marlene Kuntz incontrano comunque i fan, improvvisando un live acustico nei pressi del parco adiacente con un evento che rimarrà nella storia della band. Il concerto si terrà regolarmente nel club successivamente. 

Arneodo durante l'apertura ai Depeche Mode nel 2018

Il 2 luglio 2018 partecipa con la band al Collisioni Festival di Barolo, aprendo il live dei Depeche Mode, su invito diretto del team della band britannica.
Nel 2019, cura l’arrangiamento della versione di Bella Ciao dei Marlene Kuntz, pubblicata il 25 aprile in duetto con Skin, come simbolo di libertà e resistenza. Il 28 giugno escono le raccolte MK30 - Best & Beautiful (cofanetto di 3 CD con i brani più significativi della band) e MK30 - Covers & Rarities (doppio vinile con cover e rarità), tra cui una versione di Karma Police dei Radiohead, prodotta dallo stesso Arneodo. Il 3 ottobre prende il via il tour 302010 MK², che celebra i 30 anni di carriera della band e diventa un doppio disco live, 302010 MK²LIVE.
Nel 2020, Arneodo partecipa con i Marlene Kuntz al concerto del Movimento delle Sardine che raduna 40.000 persone a Bologna e, il 25 aprile, al concerto online Voci Resistenti nell’ambito di Parma Capitale Italiana della Cultura 2020. Il 21 luglio, la band annuncia il tour elettroacustico Andrà Tutto Bene?, seguito, il 6 settembre, dalla partecipazione a Heroes, primo grande concerto in streaming dall’Arena di Verona con 34 artisti. A novembre dello stesso anno, il gruppo tiene un ultimo concerto interamente in streaming dal Teatro Regio di Parma.
Nel 2021, partecipa alla creazione di un nuovo album dei Marlene Kuntz e al Post-Pandemic Tour, partito il 1º agosto da San Marino. Durante il tour, il batterista Luca Bergia viene sostituito da Sergio Carnevale (Bluvertigo) per ragioni personali. Nello stesso periodo, la band partecipa a diverse trasmissioni televisive, tra cui Lui è peggio di me con Marco Giallini su Rai 3.

### Karma Clima e il tour del trentennale (2022-2023)
Nel 2022, insieme ai Marlene Kuntz e al produttore Taketo Gohara, Arneodo dà vita a Karma Clima, un progetto che unisce musica e sostenibilità ambientale, con residenze artistiche in luoghi ecosostenibili. Per la prima volta nella storia della band, la scrittura dell'album parte da Arneodo al pianoforte e sintetizzatori. Cura anche le partiture orchestrali, registrate a Budapest con la Budapest Art Orchestra, diretta da Peter Pejtsik. L'album, uscito il 30 settembre 2022, riceve ottime recensioni e viene citato su testate prestigiose come National Geographic, ed è inserito nel Rapporto Symbola come progetto virtuoso.

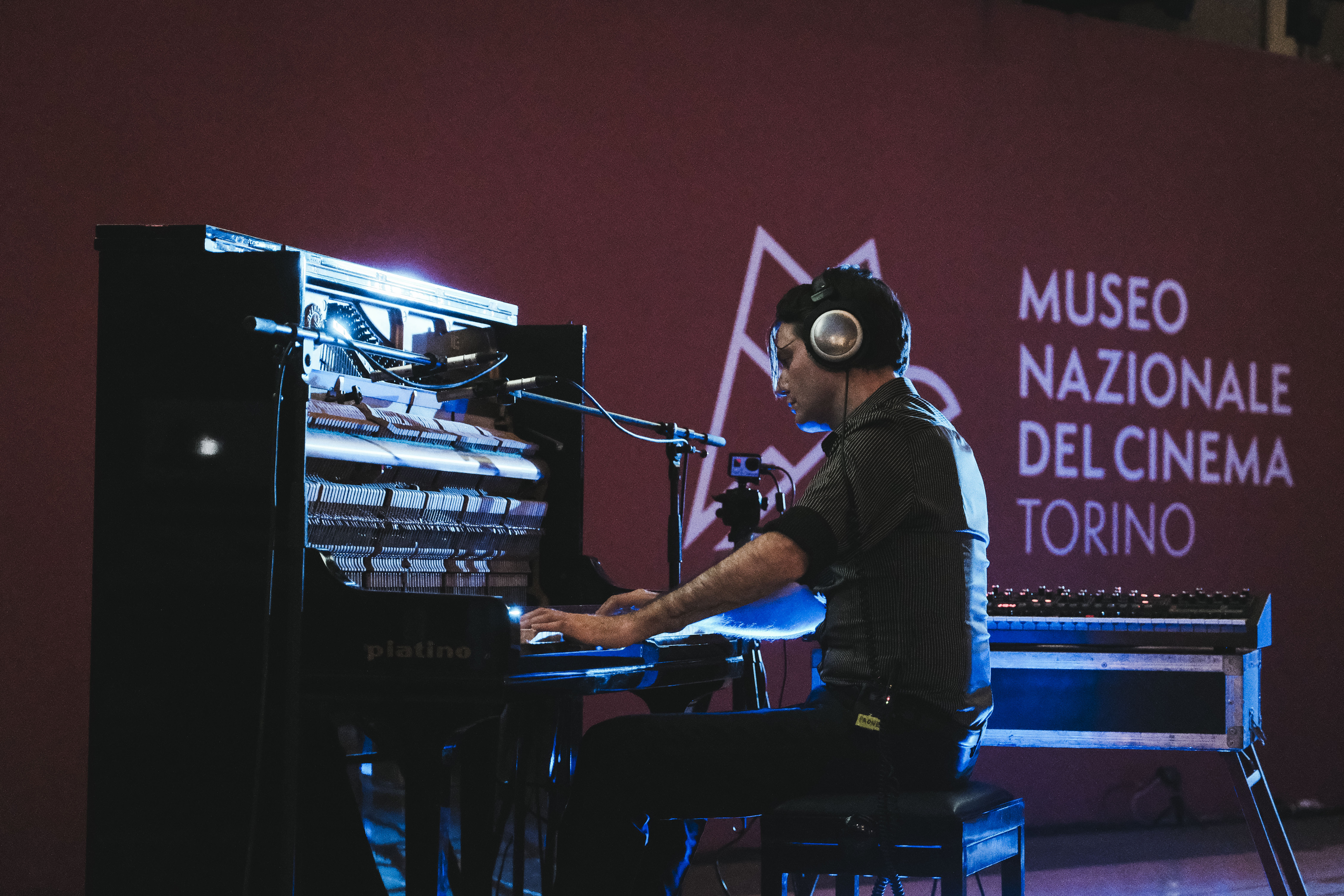
Arneodo durante un concerto al Museo Nazionale del Cinema di Torino con i Marlene Kuntz.

Nello stesso anno, partecipa a importanti eventi legati alla sostenibilità. Si esibisce al festival Heroes e suona alla Mole Antonelliana di Torino in occasione della Giornata Mondiale per l'Ambiente, condividendo il palco con Elisa. Inoltre, viene scelto come membro della giuria di CinemAmbiente, festival cinematografico internazionale dedicato ai temi ecologici. Successivamente, partecipa all’Heart Day con un grande concerto ai Giardini Reali di Torino, esibendosi nuovamente con Elisa. Il tour di Karma Clima si distingue per le sue tappe in luoghi inusuali, tra cui ghiacciai in alta quota e parchi naturali, ribadendo il legame tra musica e sostenibilità. Inoltre, in collaborazione con il regista Lorenzo Letizia, realizzano sonorizzazioni dal vivo in contesti di eccellenza come il MUSE di Trento e la Domus Aurea a Roma, diventando la prima band al mondo a esibirsi in questo sito storico.
Nel 2024, con la band celebra i 30 anni di Catartica con un tour quasi completamente sold out, seguito da un tour europeo che tocca città come Londra, Berlino, Parigi e Bruxelles, consolidando il loro status di band iconica della scena rock italiana.

### Progetto solista Perdurabo (2019-oggi)
Durante il lockdown del 2020, Arneodo fonda l’etichetta Perdurabo World per pubblicare i suoi lavori e trasforma la sua casa in un laboratorio musicale, spostando tutta la strumentazione del suo studio. In questo contesto nasce The Self Isolation Remixes, una raccolta di 80 remix globali del brano Tell Me Something dall'EP Komponent, selezionati tramite una call internazionale per connettere artisti durante la pandemia.
Nel 2021, pubblica The Answer, una composizione per pianoforte ed elettronica scelta da Nils Frahm per la compilation ufficiale Piano Day 2021 su Spotify. Collabora inoltre con Tomat (!K7 Records) per l’album The Time Traveller, un lavoro che intreccia elettronica e sound design sperimentale.
Nel 2022, nuovamente per Piano Day, realizza 10 Pianos, un esperimento musicale che prende vita nella storica fabbrica di pianoforti torinese Piatino. Qui, Arneodo registra 10 differenti pianoforti in 10 ore, utilizzando diverse ambientazioni della fabbrica. Il risultato è una composizione che esplora le molteplici sfaccettature dello strumento.
Sempre nel 2022, Arneodo si trasferisce temporaneamente a Londra per avviare una collaborazione con il produttore inglese Gareth Jones (Depeche Mode, Interpol, Yann Tiersen) per la produzione del suo album di debutto. Il progetto viene supportato dal bando SIAE Music Export, che gli consente di realizzare due videoclip girati in Islanda e Berlino, rafforzando il suo percorso internazionale. 

Davide Arneodo all'ICC di Berlino nel 2023 durante la produzione del debut album di Perdurabo.

Nel 2024, Perdurabo debutta ufficialmente con Magnetar, prodotto agli Strongroom Studios di Londra e masterizzato ai Metropolis Studios da Matt Colton, ingegnere del suono vincitore di numerosi Grammy Awards, noto per i suoi lavori con artisti del calibro di Thom Yorke, James Blake, Arctic Monkeys e molti altri. Il disco vede la collaborazione di Jörg Wähner (Apparat) e Jochen Arbeit (Einstürzende Neubauten) e viene acclamato dalla critica per la sua capacità di fondere elettronica, sperimentazione sonora e una forte componente narrativa e visiva. Clash Magazine lo valuta 8/10, mentre Rolling Stone ne elogia la visione artistica. L'album include i singoli Hopes (feat. Daudi Matsiko & Tom Adams), Dark Fire (feat. Echlo) e Cast Stones (feat. Miro Shot), esplorando territori sonori tra elettronica, rock e musica contemporanea. L’estetica visiva del progetto è curata da Andy Gilmore, artista e designer americano noto per le sue opere geometriche e psichedeliche, collaboratore di testate come The New York Times e di brand come Nike e Warp Records.
Nel 2025, pubblica Magnetar (Unpublished Works), una raccolta di brani inediti rimasti fuori dall'album originale, ampliando ulteriormente l’universo artistico di Perdurabo e offrendo una nuova prospettiva sulle sonorità e sulla visione creativa del progetto. 

## Discografia

### Perdurabo

#### Album
- 2021 - The Time Traveller - Perdurabo World
- 2024 - Magnetar - Perdurabo World

#### Ep
- 2017 - Mad - Kowloon Records
- 2018 - Komponent - Bad Panda Records
- 2021 - Komponent (Unreleased) - Perdurabo World
- 2025 - Magnetar (Unpublished Works) - Perdurabo World

#### Singoli
- 2015 - Leads Me Outside - Bad Panda Records
- 2016 - Miss You More - Bad Panda Records
- 2019 - Now Remember - Perdurabo World
- 2020 - The Self Isolation Remixes - Perdurabo World
- 2021 - The Answer - Perdurabo World
- 2021 - Unleash the Revolution - Perdurabo World
- 2021 - Journeys out of the Body - Perdurabo World
- 2021 - No Limits of Extension - Perdurabo World
- 2022 - 10 Pianos - Perdurabo World
- 2022 - A Day on Earth - Perdurabo World
- 2022 - Hopes - Perdurabo World
- 2023 - Dark Fire - Perdurabo World
- 2023 - Cast Stones - Perdurabo World
- 2024 - All The Things That Could Happen Next - Perdurabo World
- 2025 - Grain Of Sand - Perdurabo World

### Marlene Kuntz

#### Album
- 2009 - Best of Marlene Kuntz - EMI Music Italy
- 2010 - Ricoveri Virtuali E Sexy Solitudini - Columbia/Sony Music
- 2012 - Canzoni Per Un Figlio - Columbia/Sony Music
- 2013 - Nella Tua Luce - Columbia/Sony Music
- 2019 - MK30 - Covers & Rarities - Ala Bianca/Warner
- 2019 - MK30 - Best & Beautiful - Ala Bianca/Warner
- 2022 - Karma Clima - Ala Bianca/Warner

#### Album Live
- 2009 - Cercavamo Il Silenzio (CD+DVD) - Ala Bianca/Warner
- 2020 - 302010 MK2LIVE - Acustico - Ala Bianca/Warner
- 2020 - 302010 MK2LIVE - Elettrico - Ala Bianca/Warner
- 2024 - Catartica Live 2024 - Universal Music Italia

#### Singoli
- 2009 - Il Pregiudizio - EMI Music Italy
- 2009 - Impressioni Di Settembre (Cover) - EMI Music Italy
- 2009 - Canzone In Prigione - Ala Bianca/Warner
- 2010 - Paolo Anima Salva - Columbia/Sony Music
- 2012 - Monnalisa - Sony Music
- 2013 - Solstizio - Columbia/Sony Music
- 2013 - Il Genio - Columbia/Sony Music
- 2013 - Seduzione - Columbia/Sony Music
- 2019 - Bella Ciao - Ala Bianca/Warner
- 2019 - Karma Police (Cover) - Warner Music Chappel Ltd
- 2022 - La Fuga - Ala Bianca/Warner
- 2022 - Vita su Marte - Ala Bianca/Warner

#### Compilation
- 2008 - Siberia - Self
- 2009 - Canzoni Per Voi - EMI Music Italy/XL
- 2010 - Debut - Al-kemi Records/Ala Bianca/Warner
- 2012 - Tributo A Ivan Graziani - Sony Music

#### Colonne sonore
- 2009 - Tutta Colpa Di Giuda - Ala Bianca/Warner

#### DVD
- 2009 - Cercavamo Il Silenzio (CD+DVD) - Ala Bianca/Warner

### VOV

#### Ep
- 2010 - VOV - La stanza viola
- 2012 - Amarsi a Gomorra - La stanza viola/Warner Music Italy

#### Singoli
- 2012 - Amarsi a Gomorra - La stanza viola/Warner Music Italy
- 2012 - Biancaneve - La stanza viola/Warner Music Italy

### Lo Show Dei Tuoi Sogni

#### Ebook
- 2013 - Lo Show Dei Tuoi Sogni - Einaudi Editore

## Teatro
- 2010 - Lo show dei tuoi sogni (racconto per voce e musica). Produzione: Accademia degli Artefatti. Con: Tiziano Scarpa, Luca Bergia. Regia: Fabrizio Arcuri.
- 2012 - Fatzer fragment/Getting lost faster (produzione teatrale). Produzione: Volksbühne Berlin - Teatro Stabile di Torino. Regia: Fabrizio Arcuri.
- 2013 - Hänsel e Gretel (produzione teatrale). Produzione: Teatro Stabile di Torino. Regia: Eleonora Moro.
- 2014 - Gl'Innamorati (produzione teatrale). Produzione: Teatro Stabile di Torino. Regia: Marco Lorenzi.
- 2015 - Sweet Home Europa (produzione teatrale). Produzione: Teatro Argentina. Regia: Fabrizio Arcuri.

## Altre Collaborazioni Discografiche
- 2006 - Traffic Jam, Instrumental Quarter - Sickroom Records/USA
- 2007 - Free, Instrumental Quarter - Stiffslack Records/Japan
- 2007 - Demian, L'Aura - Sony BMG
- 2008 - L'Aura, L'Aura - Sony BMG
- 2008 - Di fate e streghe, Viola Drunken - Autoproduzione
- 2009 - Oltre le nevi di Piazza Vetra, Stardog - Frequenze/Venus
- 2009 - Merci Cucù, El-ghor - Seahorse/Audioglobe
- 2011 - Spessi muri di plastica, Huno - Autoproduzione
- 2012 - Quando parlo urlo, Tindara - Valery Records
- 2014 - Don't take it personally, Niagara - Monotreme Records
- 2014 - Il profumo dei fiori secchi, Davide Matrisciano -  Prehistorik Sounds
- 2017 - Umaan, Umaan - Autoproduzione
- 2019 - La Prosecuzione Della Poesia Con Altri Mezzi, Alex Cremonesi - Riff Records

## Progetti Trasversali
- 2008 - Indeependance (evento multimediale). Produzione: Caterina Caselli. Con: Masbedo, Marlene Kuntz, Howie B, Stewart Copeland (The Police), Gianni Maroccolo, Vittorio Cosma.
- 2008 - Glima (video installazione). Con: Masbedo, Marlene Kuntz, Gianni Maroccolo.
- 2009 - Schegge d'incanto in fondo al dubbio (video installazione). Con: Masbedo, Marlene Kuntz, Gianni Maroccolo.